# Герб комуни Лілла-Едет
Герб комуни Лілла-Едет (швед. Lilla Edets kommunvapen) — символ шведської адміністративно-територіальної одиниці місцевого самоврядування комуни Лілла-Едет.

## Історія
Герб було розроблено для ландскомуни Ледесе. Отримав королівське затвердження 1953 року. Герб торговельного містечка (чепінга) Лілла-Едет мав інший сюжет.
Після адміністративно-територіальної реформи, проведеної в Швеції на початку 1970-х років, муніципальні герби стали використовуватися лишень комунами. Цей герб був 1971 року перебраний для нової комуни Лілла-Едет.
Герб комуни офіційно зареєстровано 1979 року.

## Опис (блазон)
У золотому полі з хвилястої срібної основи виходить чорна фортеця з двома вежами, покритими куполами й увінчаними ліліями.

## Зміст
Сюжет герба походить з печатки 1411 року міста Гамла Ледесе. Вона нагадує той час, коли тут була резиденція князя Еріка Магнуссона.     